# Alicja Kaczorowska
Alicja Grażyna Kaczorowska (ur. 6 sierpnia 1949 w Łodzi) – polska lekarka, anestezjolog i polityk, działaczka PiS, posłanka na Sejm VIII kadencji.

## Życiorys
Pochodzi z Łodzi. Mieszkała w Kowarach oraz w Żarach, gdzie ukończyła szkołę średnią. Studia medyczne rozpoczęła na Pomorskiej Akademii Medycznej im. gen. Karola Świerczewskiego, a dokończyła w 1978 na wydziale lekarskim Akademii Medycznej w Łodzi. Pracowała w różnych łódzkich szpitalach i jednostkach medycznych.
Jako anestezjolog specjalizuje się w intensywnej terapii i medycynie paliatywnej. Odbywała staże podyplomowe w Wielkiej Brytanii, była też stypendystką WHO w Oksfordzie. Była wojewódzkim konsultantem w dziedzinie medycyny paliatywnej. W 2006 zaczęła prowadzić hospicjum domowe w Łodzi.
Również w 2006 wstąpiła do PiS. W 2014 bez powodzenia ubiegała się o mandat radnej miejskiej. W wyborach parlamentarnych w 2015 kandydowała do Sejmu z czwartego miejsca na liście Prawa i Sprawiedliwości w okręgu łódzkim. Otrzymała 3589 głosów, co stanowiło 5. wynik wśród kandydatów PiS, któremu przypadły w tym okręgu 4 mandaty. Została jednak posłanką w miejsce Piotra Pszczółkowskiego, wybranego na sędziego Trybunału Konstytucyjnego. Ślubowanie poselskie złożyła 9 grudnia 2015. W wyborach w 2019 nie uzyskała poselskiej reelekcji. W 2024 wystartowała natomiast do Sejmiku Województwa Łódzkiego.

## Życie prywatne
Jest wdową, ma córkę.